# Milenec nebo vrah
Milenec nebo vrah (v anglickém originále Fear) je americký dramatický film z roku 1996. Režisérem filmu je James Foley. Hlavní role ve filmu ztvárnili Mark Wahlberg, Reese Witherspoonová, William Petersen, Amy Brenneman a Alyssa Milano.

## Obsazení
| Mark Wahlberg        | David McCall  |
| Reese Witherspoonová | Nicole Walker |
| William Petersen     | Steven Walker |
| Amy Brenneman        | Laura Walker  |
| Alyssa Milano        | Margo Masse   |
| Gary Riley           | Hacker        |
| Jed Rees             | Knobby        |
| Todd Caldecott       | Gary Rohmer   |
| Andrew Airlie        | Alex McDowell |